# Rickie Lee Jones
É
Rickie Lee Jones (Chicago, 8 november 1954) is een Amerikaanse singer-songwriter. Zij scoorde haar eerste en grootste hit, Chuck E's in love in 1979.
Ze veroverde een Grammy Award voor haar eerste album en mede daardoor waren haar eerste albums zeer succesvol.
Na een matige periode aan het eind van de jaren tachtig van de vorige eeuw, ontsierd door drugsverslaving, emigreerde ze naar Frankrijk. De meeste albums waren na deze periode weinig succesvol, mede doordat ze meer en meer experimenteerde met muziekstijlen die afweken van haar initiële R&B- en folkstijlen.
Jones is een erkend multi-instrumentalist. Ze speelt onder meer piano, gitaar, banjo, accordeon en ze is percussionist.
Rickie Lee Jones werkte veel samen met andere muzikanten. Zij leverde onder meer enkele bijdragen aan het album Duets van Rob Wasserman en aan het album In a Sentimental Mood (1989) van Dr. John (het nummer Makin' Whoopee). Met dat nummer veroverde ze haar tweede Grammy.
Ze werkte ook samen met Leo Kottke, Randy Newman en Michael McDonald.
In 1990 werd ze onverwacht onderdeel van een wereldhit. Een interview van haar over herinneringen aan haar jeugd in Arizona werd door de ambienthouseact The Orb gesampled in de hit Little fluffy clouds. Haar platenmaatschappij wilde de single aanvankelijk in de ban doen. Rickie vond het nummer echter geweldig waardoor het tot een schikking kwam tussen de platenmaatschappijen van Rickie en van The Orb.
Ze was verscheidene keren als artiest aanwezig op het North Sea Jazz Festival.

## Privéleven
Een foto van Rickie Lee Jones verscheen op de hoezen van de albums Foreign Affairs en Blue Valentine van Tom Waits met wie ze rond 1980 een relatie had.
Ze is getrouwd geweest met de Franse muzikant Pascal Nabet Meyer, met wie ze in 1988 een dochter, Charlotte, kreeg.
Ricky Lee Jones woont tegenwoordig in Olympia, in de staat Washington en houdt zich onder meer bezig met het maken van radioprogramma's en het produceren van albums van andere artiesten.

## Discografie
- Rickie Lee Jones - (1979)
- Pirates - (1981)
- Girl at Her Volcano (10 inch' ep) - (1983)
- The Magazine - (1984)
- Flying Cowboys - (1989)
- Pop Pop - (1991)
- Traffic From Paradise - (1993)
- Naked Songs - Live And Acoustic - (1995)
- Ghostyhead - (1997)
- It's Like This - (2000)
- Live at Red Rocks - (2001)
- The Evening Of My Best Day - (2003)
- Rickie Lee Jones: Duchess of Coolsville - (2005)
- The Sermon on Exposition Boulevard - (2007)
- Balm in Gilead - (2009)
- The Devil You Know - (2012)
- The Other Side of Desire - (2015)
- Kicks - (2019)